# Albaida (Valencia)
Albaida ist eine Gemeinde mit 6.235 Einwohnern (Stand: 2024) in der spanischen Provinz Valencia. Sie befindet sich in der Comarca Vall d’Albaida. 

## Geografie
Albaida liegt etwa 90 Kilometer südsüdwestlich von Valencia in einer Höhe von ca. 315 m. Durch die Gemeinde fließt der Ríu Albaida.

## Demografie
| 1842 | 1900 | 1930 | 1950 | 1970 | 1981 | 1991 | 2001 | 2011 | 2021 |
| ---- | ---- | ---- | ---- | ---- | ---- | ---- | ---- | ---- | ---- |
| 2969 | 3987 | 4096 | 4012 | 5009 | 5573 | 5868 | 5951 | 6178 | 5975 |

## Wirtschaft
Neben der landwirtschaftlichen Nutzung der Flächen um Albaida ist die Textilindustrie ein wichtiger Arbeitgeber in Albaida.

## Sehenswürdigkeiten
- Burgruine
- Kirche Mariä Himmelfahrt (Iglesia de la Asunción de Nuestra Señora), zwischen 1592 und 1621 erbaut
- Kirche Mariä Geburt in L’Aljorf
- Kapuzinerkonvent
- Palast der Markgrafen von Albaida
- Museum José Segrelles
- Marionetten- und Puppenmuseum

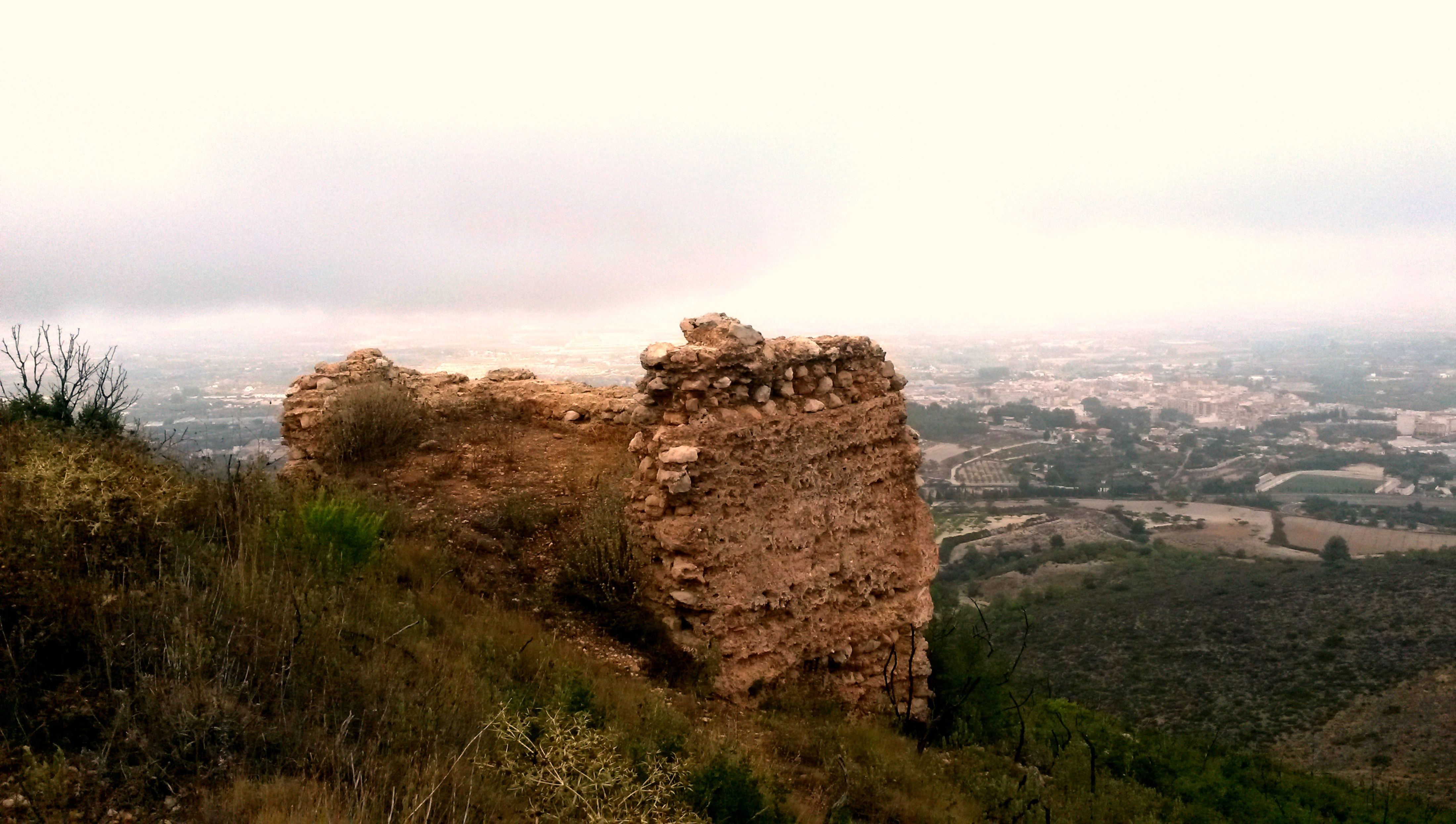
Reste der alten Burg
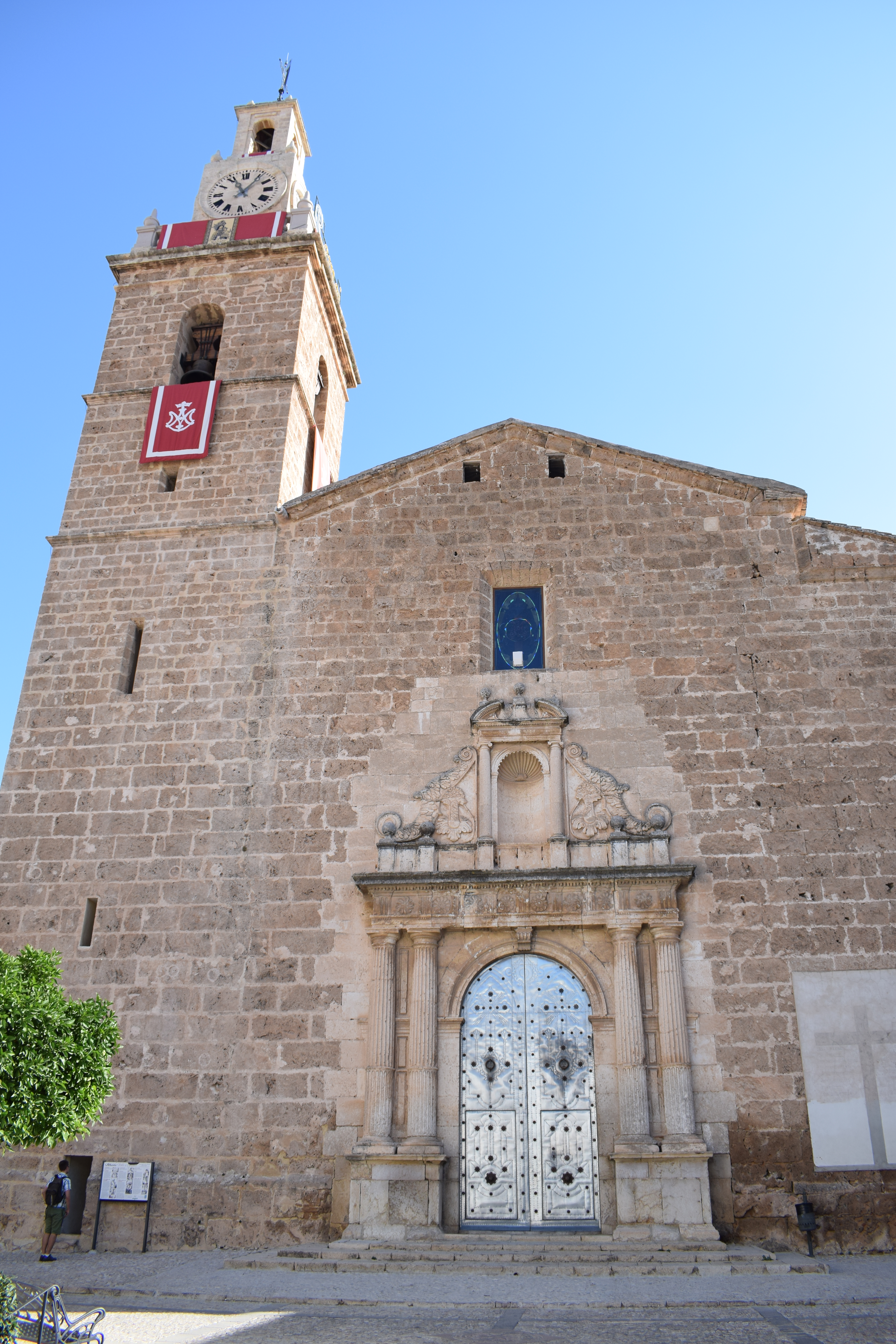
Kirche Mariä Himmelfahrt
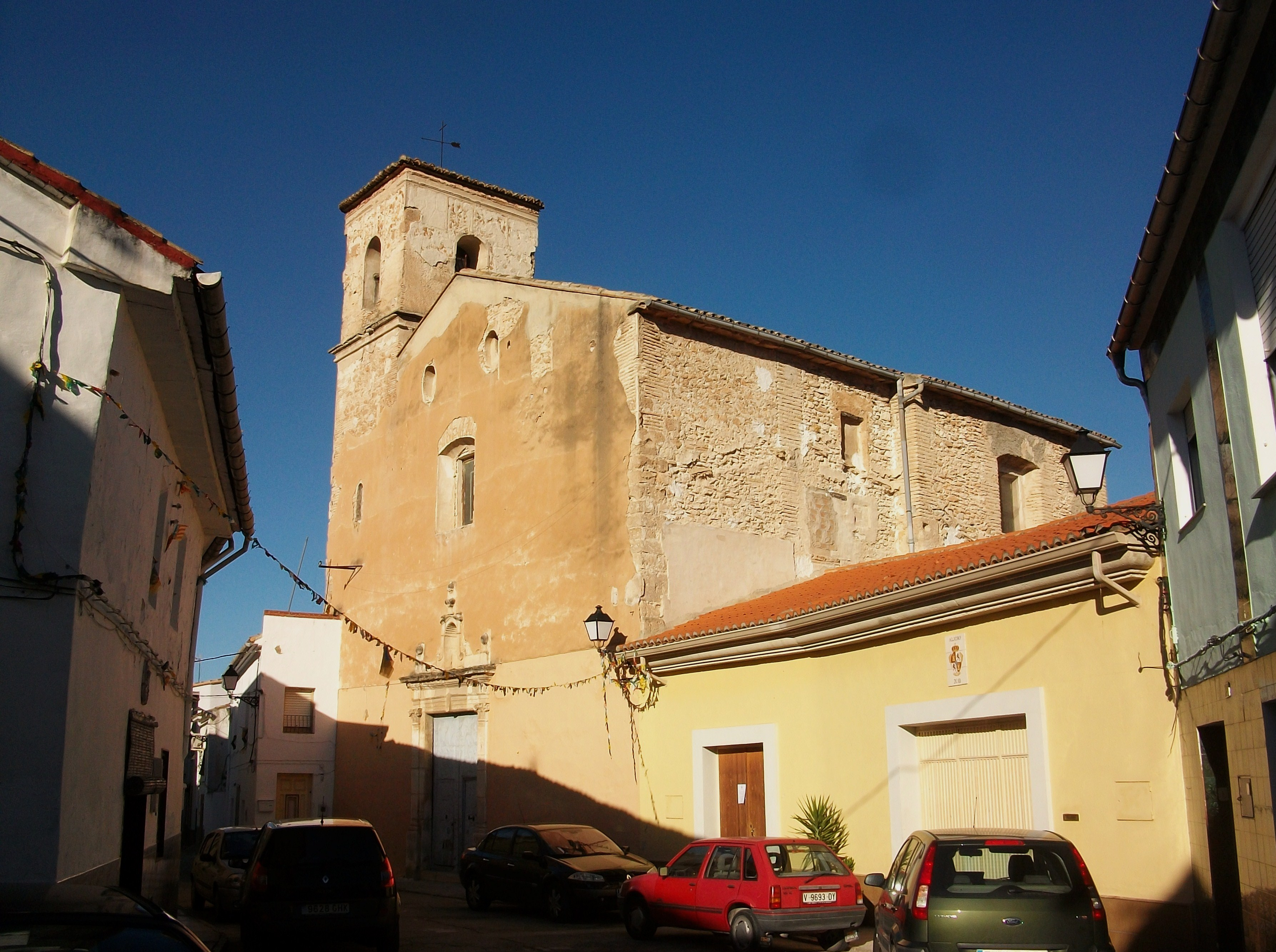
Kirche Mariä Geburt
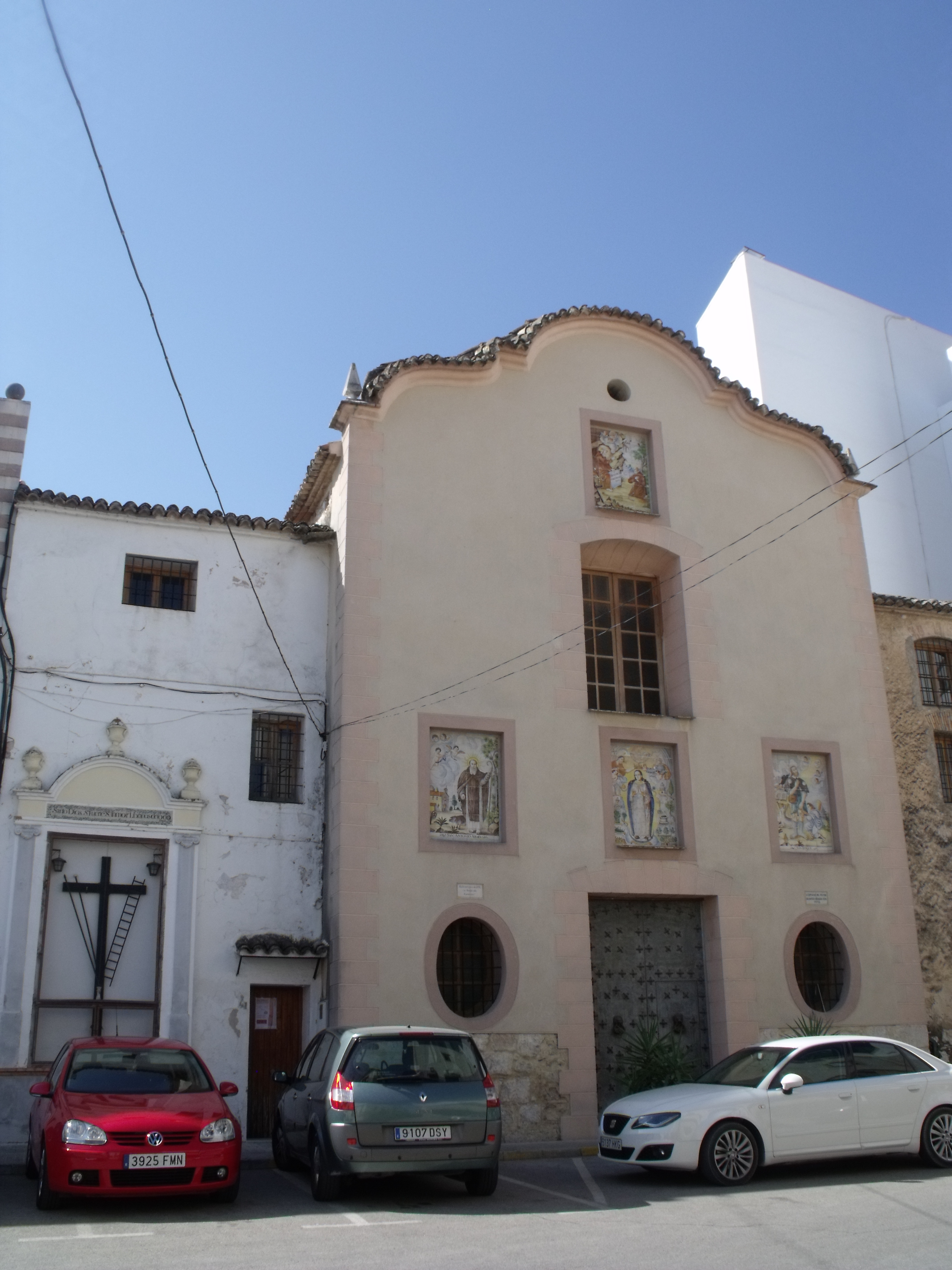
Kapuzinerkonvent
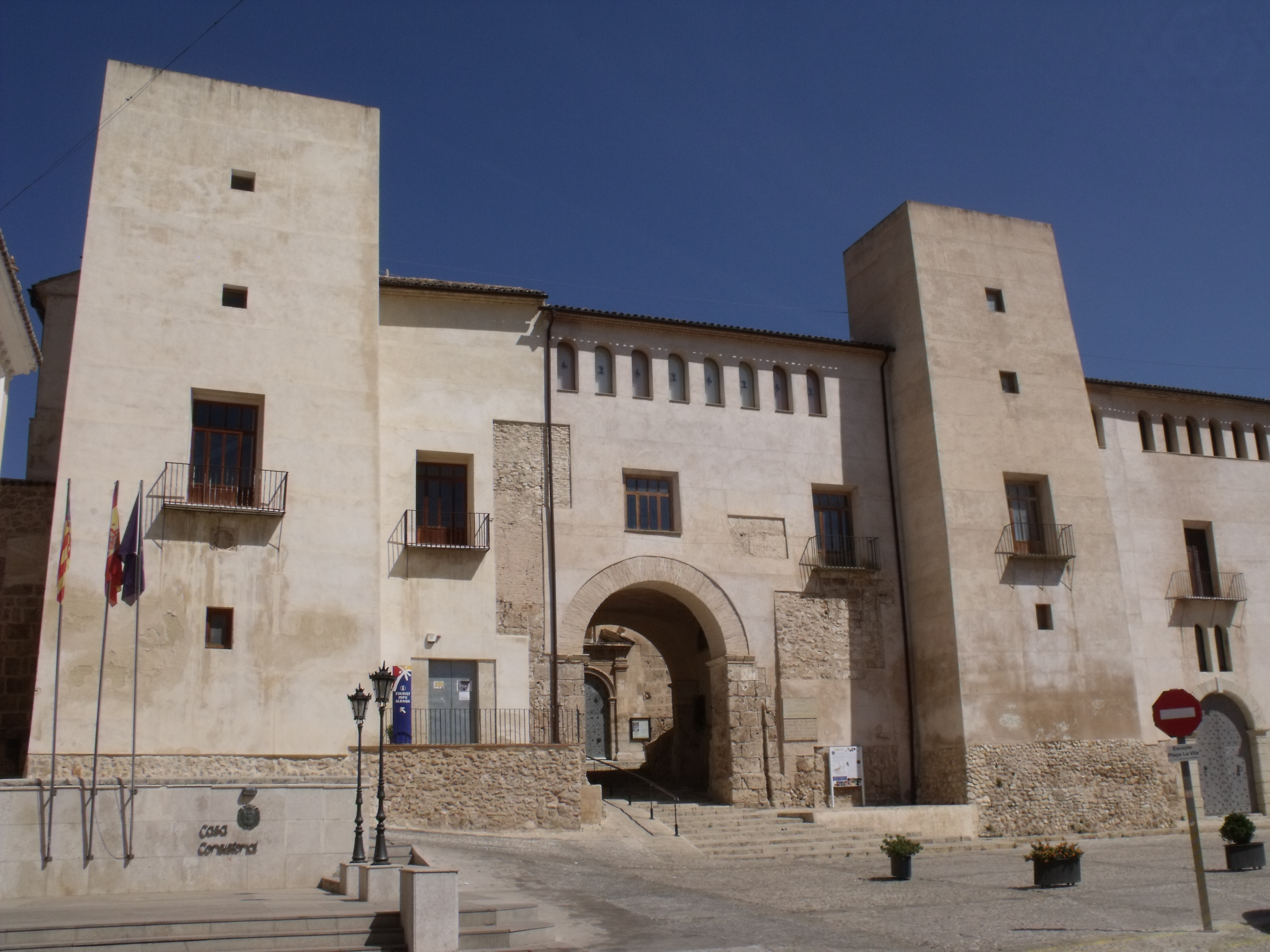
Palast der Markgrafen von Albaida
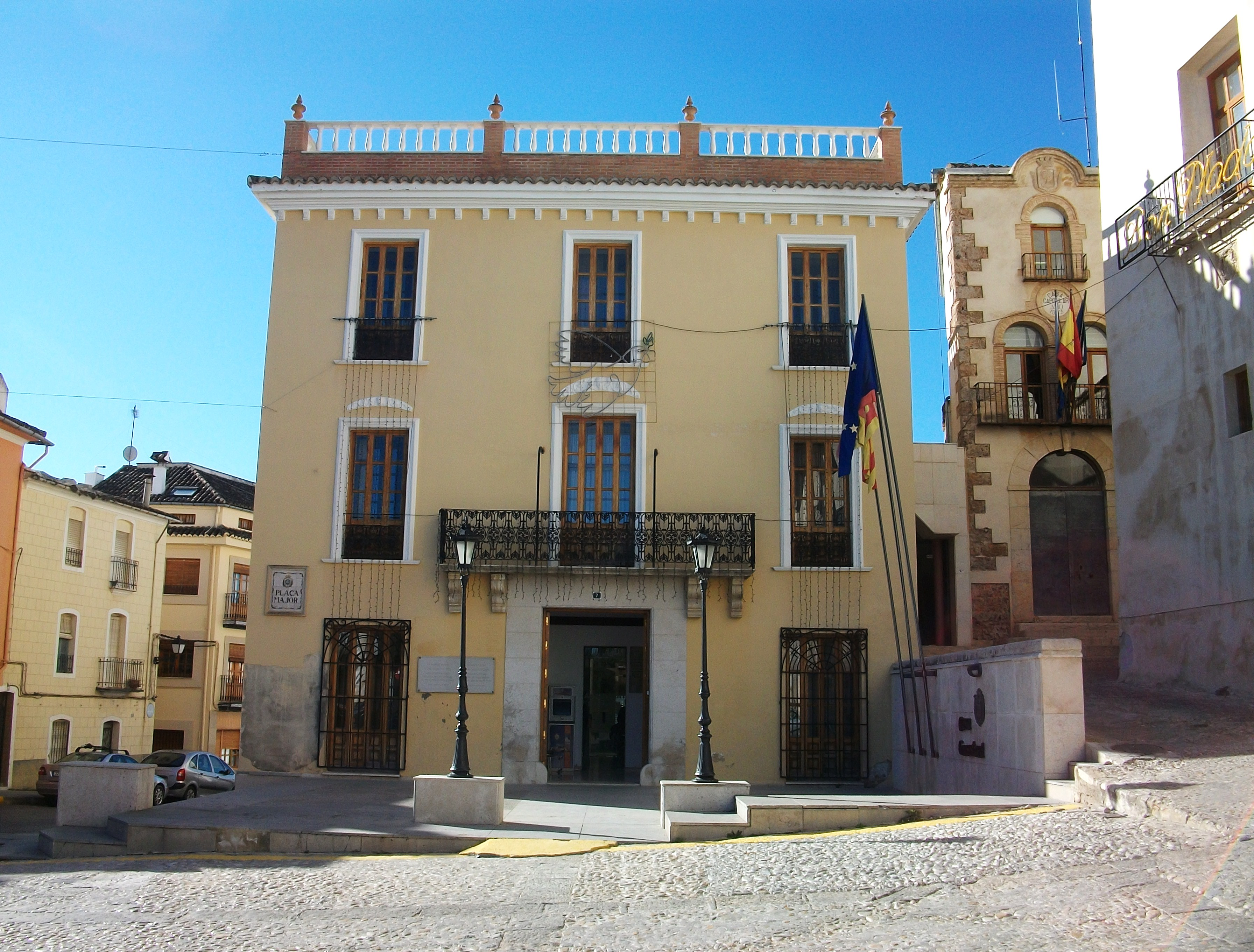
Rathaus

## Persönlichkeiten
- José Luis Montagut Rubio (1805–1877), Bischof von Oviedo (1863–1868) und Segorbe (1868–1875)
- Elías Tormo (1869–1957), Kunsthistoriker
- Eduardo Torres Pérez (1872–1934), Organist und Kapellmeister
- Josep Segrelles (1885–1969), Maler
- Francesc Sempere Fernández de Mesa (genannt Messa, 1915–1996), Maler
- Antonio Ferrándiz Morales (1928–1998), römisch-katholischer Ordensgeistlicher, Apostolischer Präfekt von San Andrés y Providencia
- Milagro Gil-Mascarell (1941–1994), Archäologin
- Manuel Ureña Pastor (* 1945), Erzbischof von Saragossa (2005–2014), Bischof von Ibiza (1988–1991), Alcalá de Henares (1991–1998) und Cartagena (1998–2005)